# 祁午
祁午（？—？），春秋时期晋国人，姬姓，祁氏。
前570年，中军尉祁奚请求告老，他开始向晋悼公举荐和自己有私怨的解狐。解狐死后，祁奚又推荐自己的儿子祁午。人称他内举不避亲，外举不避仇。前541年晋楚在虢地盟之会上，祁午对赵文子说：“楚国人在宋国的盟会占了晋国的先。现在令尹王子围不守信用，这是诸侯都知道的。如果您还不戒备，怕是又和宋国那次一样。当时令尹子木的信用被诸侯所称道，还骗晋国驾凌于上，何况是以不守信用著称之人？楚国要再占晋国上风，是晋国之耻。您辅佐晋国作为盟主七年了。两会诸侯，三会大夫，使齐国、狄人归服，使得华夏的东方安宁，平定秦国之乱，在淳于筑城。让军队不疲弊，国家不疲乏，百姓没有诽谤，诸侯没有怨言。天无大灾，这是你的力量。好名声现在要用耻辱来结束，祁午就是害怕这种情况，不能不警惕。”蒍启彊后来对楚灵王说祁午、张趯、籍谈、女齐、梁丙、张骼、辅跞、苗贲皇，皆诸侯之选。